# لیا سلامه
لیا سلامه (زادهٔ ۲۷ اکتبر ۱۹۷۹) روزنامه‌نگار ارمنی‌تبار اهل فرانسه است.

## زندگی‌نامه
وی از والدینی‌های به نام‌های غسان سلامه (پدری پیرو کلیسای روم پادشاهی کاتولیک) و ماری بوغوسیان (مادری ارمنی) در ۲۷ اکتبر ۱۹۷۹ در بیروت به دنیا آمد. از دانشگاه نیویورک، دانشگاه پانتئون-آسا و مدرسه علوم سیاسی پاریس فارغ‌التحصیل شد. وی در جریان حملات ۱۱ سپتامبر مجروح شد. در سپتامبر ۲۰۰۶ برای شبکه خبری تازه تأسیس بین‌المللی فرانسه، فرانس ۲۴ شروع به فعالیت کرد. در تاریخ ۱۴ آوریل ۲۰۱۶ در برنامه Dialogues citoyens وی با فرانسوا اولاند و David Pujadas مصاحبه نمود.

## جوایز
- زن سال ۲۰۱۴ به انتخاب نسخه فرانسوی جی‌کیو.
- بهترین مصاحبه‌کننده سال ۲۰۱۵ (جایزه فیلیپ-کالونی[الف]).

## یادداشت
1. ↑  prix Philippe-Caloni